# Eleição da cidade-sede dos Jogos Olímpicos de Verão de 2008
O processo de eleição da cidade-sede dos Jogos Olímpicos de Verão de 2008 ocorreu entre 2000 e 2001 e contou com a participação de dez cidades de quatro continentes. Outras cidades planejaram participar do processo, mas não se inscreveram.
Em 1 de fevereiro de 2000 encerrou-se o prazo de inscrições. Quatro cidades da Ásia (Pequim, Osaka, Bangkok e Kuala Lumpur), duas da América (Toronto e Havana), três da Europa (Istambul, Paris e Sevilha) e uma da África (Cairo) oficializaram candidatura. Em agosto, o Comitê Olímpico Internacional escolheu, baseado no relatório do Grupo de Trabalho designado para analisar os dez projetos, cinco cidades finalistas: Pequim, na China, Paris, na França, Toronto, no Canadá, Istambul, na Turquia, e Osaka, no Japão.
Na segunda fase do processo, as cidades elaboraram um novo relatório, com mais detalhes, e receberam a visita da Comissão Avaliadora do Comitê Olímpico Internacional. Em abril de 2001, a Comissão Avaliadora divulgou o relatório com suas impressões sobre os projetos finalistas. Pequim, Paris e Toronto receberam os maiores elogios e, segundo a Comissão, tinham condições de realizar Jogos igualmente bem sucedidos. Istambul e Osaka receberam muitas críticas, especialmente em relação à infraestrutura e à situação financeira.
A cidade-sede dos Jogos Olímpicos e Paraolímpicos de Verão de 2008 foi escolhida em 13 de julho de 2001, em Moscou, na Rússia, em votação durante a 112ª Sessão do Comitê Olímpico Internacional. Após a eliminação de Osaka na primeira rodada, Pequim atingiu a maioria absoluta dos votos logo na segunda rodada, e conquistou o direito de receber os Jogos de 2008.

## Processo de eleição
Após polêmicas envolvendo os três últimos processos de eleição das cidades-sedes dos Jogos Olímpicos (para as edições de 2002, 2004 e 2006), o Comitê Olímpico Internacional decidiu, em 1999, mudar o processo, que passaria a ser realizado em duas fases.
De acordo com as novas regras, após o encerramento do prazo de inscrições, as cidades postulantes respondem a um questionário com temas importantes para uma organização bem sucedida. Após um estudo detalhado dos questionários, o Comitê Executivo do COI seleciona as cidades classificadas para a fase seguinte, as candidatas oficiais. Na segunda fase, as cidades candidatas respondem a outro questionário, mais detalhado. Esses documentos são cuidadosamente estudados pela Comissão Avaliadora do COI, que também faz inspeções de quatro dias em cada uma das cidades candidatas, nas quais verifica os locais de competição planejados e conhece detalhes dos projetos. A Comissão Avaliadora divulga, cerca de um mês antes da Sessão em que vai ocorrer a votação, um relatório com as impressões do grupo. Na Sessão do COI em que ocorre a eleição, os membros ativos do Comitê Olímpico (excluindo os honorários) têm direito a um voto cada. Membros de países com cidades candidatas não podem votar enquanto estas não forem eliminadas. O processo é repetido quantas vezes for preciso até que uma candidata atinja a maioria absoluta dos votos. Se isso não acontecer na primeira rodada, a cidade com menos votos é eliminada e uma nova sessão começa. Em caso de empate no último lugar, uma rodada extra ocorre para desfazê-lo, com a vencedora se classificando para a seguinte. A cada rodada o nome da cidade eliminada é anunciado. Após o anúncio final, a cidade-sede eleita assina o "Contrato de Cidade-sede" com o COI, que delega as responsabilidades de organizar os Jogos ao país e ao seu respectivo CON.

## O processo de 2008

### Cronograma
| Data                                  | Evento                                                                                         |
| ------------------------------------- | ---------------------------------------------------------------------------------------------- |
| 1 de fevereiro de 2000                | Encerramento do prazo de inscrição para as Cidades Postulantes.                                |
| 20 de junho de 2000                   | Data final para envio do relatório com as respostas ao questionário do COI.                    |
| 28 - 29 de agosto de 2000             | Divulgação dos nomes das Cidades Candidatas.                                                   |
| 17 de janeiro de 2001                 | Envio dos livros de candidatura das Cidades Candidatas.                                        |
| 21 de fevereiro - 29 de março de 2001 | Inspeções da Comissão Avaliadora às Cidades Candidatas.                                        |
| 3 de abril de 2001                    | Publicação do Relatório da Comissão Avaliadora, com as impressões sobre as cidades candidatas. |
| 13 de julho de 2001                   | Eleição da sede dos Jogos Olímpicos de 2008 em Moscou, Rússia.                                 |

### Potenciais candidatas
Diversas cidades foram cotadas para formalizarem um projeto de candidatura, mas não o concretizaram. Entre elas, três candidatas derrotadas na eleição da cidade-sede dos Jogos Olímpicos de Verão de 2004: Cidade do Cabo (África do Sul), terceira colocada, Buenos Aires (Argentina), quinta colocada, e Rio de Janeiro (Brasil), eliminada na primeira fase. Além destas, Monterrey, no México, Lisboa, em Portugal, Clareira Vermelha, na Rússia, e Israel e Palestina (com uma candidatura conjunta) tiveram projetos não finalizados. Também especulou-se que Moscou, na Rússia, Praga, na República Checa, Busan, na Coreia do Sul e Vancouver e Toronto, no Canadá, pudessem participar do processo, o que não ocorreu.

### Avaliação das cidades postulantes
As dez cidades que se inscreveram tiveram até 20 de junho de 2000 para responder ao primeiro questionário. Através da análise das respostas, o COI deu notas a cada projeto em cada um dos onze critérios de avaliação:
| - Apoio político e social - Infraestrutura geral - Infraestrutura esportiva - Vila Olímpica - Meio ambiente - Acomodações | - Transporte - Segurança - Experiências anteriores - Finanças - Conceito geral |

Cidades com nota geral média superior a seis (nível definido pelo COI) são consideradas aptas a receber os Jogos. Em agosto de 2000, o COI fez o anúncio oficial, classificando cinco cidades e eliminando outras cinco:
| Classificadas - Pequim - Osaka - Toronto - Istambul - Paris | Eliminadas - Bangkok - Cairo - Havana - Kuala Lumpur - Sevilha |

### Avaliação das cidades candidatas

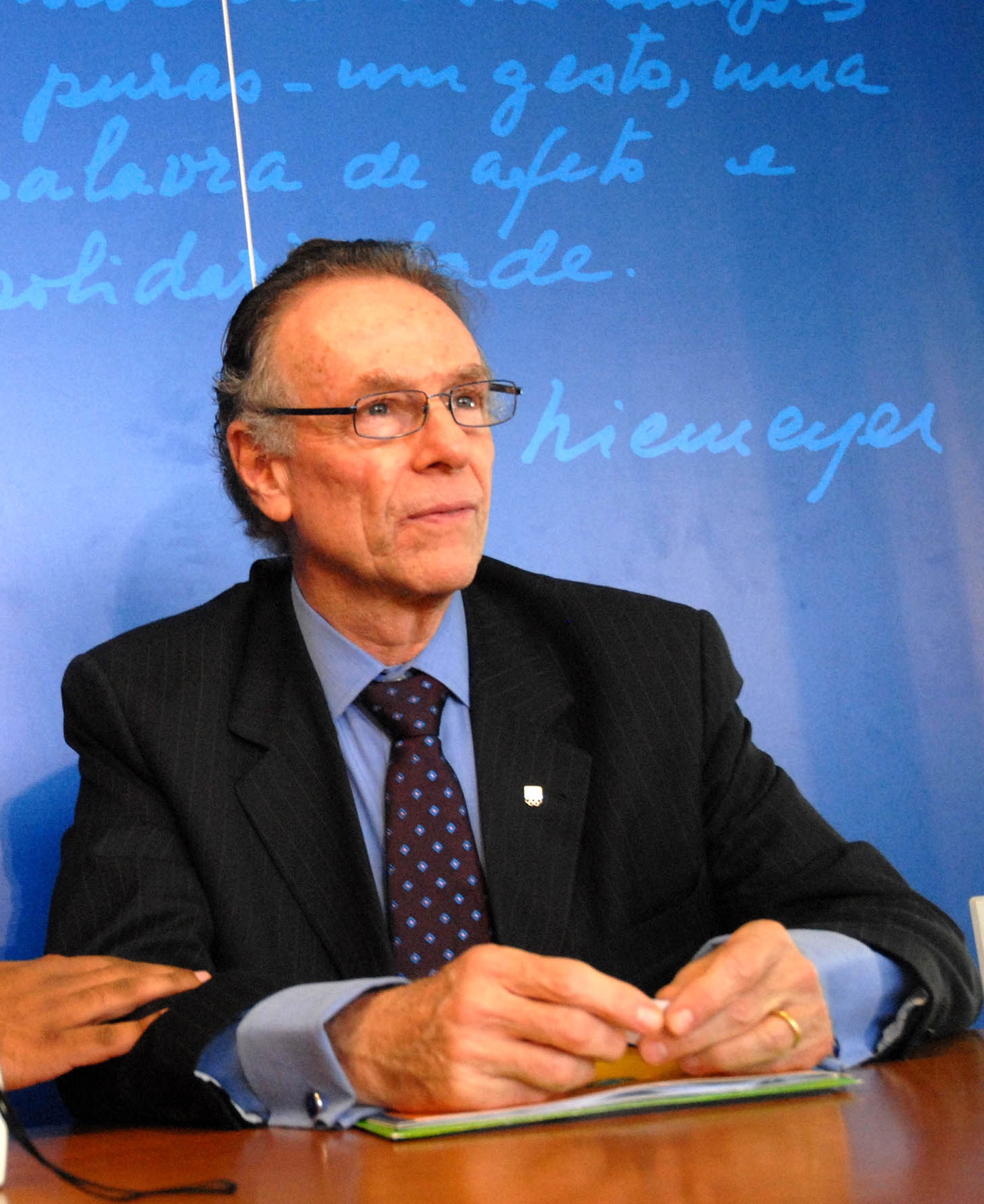
O brasileiro Carlos Arthur Nuzman fez parte da Comissão Avaliadora.

Em 17 de janeiro de 2001, todas as candidatas enviaram o documento de candidatura ao COI. Após um período de análise pelo órgão, as cidades foram visitadas pela Comissão Avaliadora, composta por dezessete membros (entre eles o brasileiro Carlos Arthur Nuzman) e liderada pelo holandês Hein Verbruggen. As visitas, de quatro dias cada, ocorreram entre 21 de fevereiro e 29 de março.
- Pequim - 21 a 24 de fevereiro
- Osaka - 26 de fevereiro a 1 de março
- Toronto - 8 a 11 de março
- Istambul - 21 a 24 de março
- Paris - 26 a 29 de março

No início de abril, a Comissão concluiu o relatório das inspeções das cinco candidatas. Três candidaturas foram classificadas como "excelentes": Paris, Toronto e Pequim. Segundo o grupo, as três cidades possuíam apenas pequenas deficiências, que poderiam ser facilmente resolvidas antes de 2008.
No caso da capital chinesa, os aspectos mais bem avaliados pela Comissão foram o projeto das instalações esportivas, que seriam concentradas na região chamada de Olympic Green, e o total apoio financeiro e operacional dado pelo governo, que gerenciou a candidatura. O rápido crescimento populacional e questões ambientais, como a poluição atmosférica, foram apontados como possíveis problemas, mas os esforços governamentais nas áreas foram elogiados.
A candidatura de Paris foi elogiada principalmente em relação às instalações (entre as quais estariam estádios famosos como o Stade de France e o Stade Roland Garros) e a revitalização da área de Saint-Denis, próxima ao Stade de France, onde seria construída a Vila Olímpica. As críticas foram direcionadas para o trânsito, que, segundo o relatório, costumava ficar congestionado, para a necessidade de visto de entrada para portadores de identificação olímpica, e para os preços dos hotéis, considerados altos.

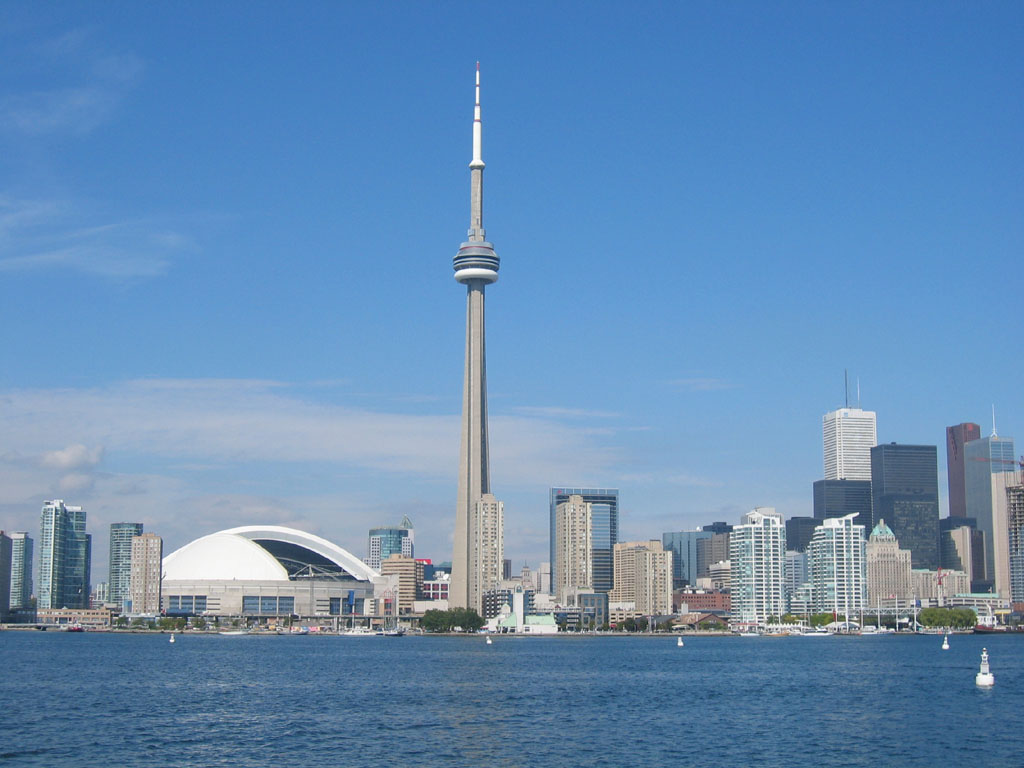
O projeto de sediar a maioria dos eventos na região do cais de Toronto foi elogiado pela Comissão Avaliadora.

Toronto teve bem avaliado seu projeto de instalações, que estariam concentradas na região do cais, embora tenham sido feitas críticas em relação à dificuldade de combinar investimentos públicos e privados para a construção dos prédios e em relação às distâncias entre a Vila Olímpica e as instalações fora da região do cais. A experiência do Canadá em realizar eventos multiesportivos também foi elogiada, principalmente no aspecto do desporto para deficientes físicos.
As outras candidatas, Osaka e Istambul, receberam muitas críticas e não foram consideradas pela Comissão Avaliadora como aptas a receber os Jogos Olímpicos. Para a cidade japonesa, os principais problemas eram as distâncias entre algumas instalações esportivas e o financiamento de atividades não geridas pelo comitê organizador dos Jogos. A cidade turca, reconhecida pelo relatório como importante centro cultural, recebeu elogios pelo seu Ato Olímpico, uma lei que garantia o financiamento dos Jogos, mas foi criticada pela falta de organização do plano financeiro, pela dificuldade de acesso a determinadas instalações e por problemas econômicos e políticos do país, que, na época, já tentava o ingresso na União Europeia.
Algumas semanas depois da divulgação do relatório, começou a circular um documento anônimo no qual o presidente do COI Juan Antonio Samaranch foi acusado de pressionar a Comissão Avaliadora e interferir na elaboração do relatório. O COI classificou o documento como "falsificação grosseira" e declarou que todas as acusações contidas nele eram falsas.

### Processo final
A votação que definiu a cidade-sede dos Jogos Olímpicos de Verão de 2008 ocorreu em 13 de julho de 2001, durante a 112ª Sessão do COI, realizada em Moscou, na Rússia. O dia começou com as cinco candidatas realizando suas apresentações finais, de 45 minutos cada, para os membros do COI, na seguinte ordem: Osaka, Paris, Toronto, Pequim e Istambul. Finalizadas as apresentações, ocorreu a votação. Dos 121 membros, 107 estavam aptos a votar na primeira rodada: membros de países com cidades candidatas são proibidos de votar enquanto a cidade de seu país estiver na disputa. Além destes, os membros ausentes e o presidente do COI Juan Antonio Samaranch não possuíam direito a voto.
A votação, eletrônica, foi rápida. Na primeira rodada, nenhuma conseguiu maioria absoluta, o que fez com que a menos votada, Osaka, fosse eliminada. Na segunda rodada, entretanto, Pequim conseguiu mais da metade dos votos e foi declarada vencedora. Os placares da votação foram divulgados pouco tempo depois.

## Candidaturas finalistas

### Pequim

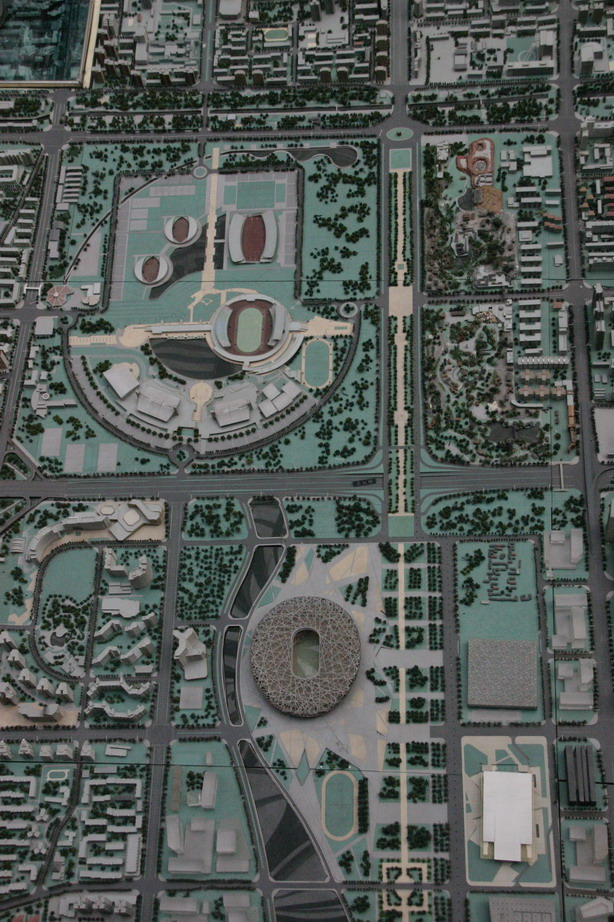
Modelo do Olympic Green.

O projeto de Pequim previa a realização dos eventos em quatro áreas: Olympic Green, Western Community Area, North Scenic Area e University Area. O Olympic Green concentraria o maior número de eventos, incluindo o estádio olímpico, o parque aquático e a Vila Olímpica. Catorze locais de competição estariam localizados a menos de cinco minutos da Vila Olímpica. O projeto de Pequim também previa a realização do Programa Olimpíadas Verdes, com investimentos de mais de cinco bilhões de dólares em eventos relacionados ao meio ambiente, bem como mudanças nas frotas de transporte público e no trânsito para reduzir as emissões de gases, melhorando assim a qualidade do ar.

### Toronto
De acordo com o projeto de Toronto, 89% das instalações previstas ficariam a menos de 6 km de distância da Vila Olímpica, na região do cais da cidade, às margens do Lago Ontário. 26 das 35 instalações já estavam prontas à época da candidatura. Entre as que precisariam ser construídas estavam o estádio olímpico, o parque aquático e o velódromo. Um dos destaques da candidatura era a experiência do Canadá em sediar eventos esportivos, como os Jogos Pan-americanos de 1999, em Winnipeg, os Jogos Olímpicos de Verão de 1976, em Montreal, e os Jogos Paraolímpicos de Verão de 1976, em Toronto. A Vila Olímpica atenderia aos interesses e às necessidades dos atletas de todo o mundo, e pela primeira vez hospedaria todos os atletas,já que o projeto colocava como as subsedes do futebol as cidades próximas de Hamilton, Ottawa, Oakville e Vaughan.

### Paris
A capital francesa previa a realização dos Jogos em quatro áreas. Na Zona Nordeste estariam o estádio olímpico, o parque aquático e a Vila Olímpica. Na Zona Central, prédios históricos como o Grand Palais sediariam os eventos. Instalações como o Parc des Princes e o Stade Roland Garros estariam localizados na Zona Sudoeste. Os outros eventos aconteceriam na Zona Sudeste. 56% dos atletas competiriam a menos de cinco minutos da Vila Olímpica. A cidade de La Rochelle seria a sede da vela e as preliminares do futebol ocorreriam em seis cidades da França: Lens, Nantes, Marselha, Lyon, Sochaux e Le Havre.

### Istambul
Trinta e um locais de competição seriam utilizados nos Jogos de Istambul. O estádio olímpico e outras oito instalações estariam localizados no Parque Olímpico, próximo à Vila Olímpica, do lado europeu da cidade. As provas de vela seriam realizadas do lado asiático. Bursa, Izmir e Cocaeli receberiam as preliminares do futebol. Todas as instalações foram alocadas em áreas com grande valor histórico. A boa localização da cidade (ainda que muito próxima de Atenas, sede dos Jogos de 2004) e a grande oferta de acomodações não foram suficientes para evitar a terceira derrota consecutiva em processos de eleição de cidade-sede dos Jogos Olímpicos.

### Osaka
As principais instalações dos Jogos de Osaka seriam localizadas em ilhas artificiais. A ilha Maishima conteria o estádio olímpico e o parque aquático. A Vila Olímpica estaria na ilha Yumeshima, distante 400 metros da outra. A maioria das instalações estaria a menos de 20 km da Vila, conectada por uma avançada rede de transporte. A cidade aproveitaria os Jogos Olímpicos para fazer avanços na área ambiental, com projetos visando uma melhora das condições climáticas. Problemas financeiros apontados pela Comissão Avaliadora, entretanto, fizeram com que Osaka fosse a primeira cidade eliminada no processo.

## Polêmicas

### Críticas à escolha de Pequim
A vitória de Pequim era considerada natural, mesmo com denúncias de violações dos direitos humanos. A repercussão da escolha foi imediata. Enquanto críticos temiam uma postura semelhante à de Adolf Hitler durante os Jogos Olímpicos de Verão de 1936, em Berlim, outros acreditavam que a escolha era uma oportunidade única de a China se abrir para o mundo e evoluir na área dos direitos humanos. Nicole Fontaine, presidente do Parlamento Europeu, órgão que, duas semanas antes da eleição, sugeriu a inclusão de questões humanitárias entre as obrigações das cidades-sedes e pediu ao Comitê Olímpico Internacional que reconsiderasse a candidatura de Pequim, declarou lamentar profundamente a escolha do COI. François Loncle, deputado francês, disse que a escolha havia sido um grande erro. Joe Havely, em um artigo divulgado pela CNN, lembrou que Pequim perdeu a eleição da cidade-sede dos Jogos Olímpicos de Verão de 2000 para Sydney exatamente por fatores humanitários, e que a vitória ainda carregava uma forte tendência política.

### Suspeita de manipulação na votação
Em 2009, mais de sete anos após a eleição, um livro do então Ministro dos Esportes da China Yuan Weimin revelou a suposta existência de um acordo prévio entre os representantes da candidatura de Pequim e o belga Jacques Rogge, então candidato à presidência do COI. Segundo o livro, Rogge negociou a vitória de Pequim para se beneficiar na eleição à qual concorreria dias depois. O suposto acordo previa que Rogge conseguiria para Pequim votos de membros europeus do COI (que, em condições normais, estariam inclinados a votar em Istambul ou em Paris) e, em troca, os membros chineses facilitariam a eleição do belga. Uma vitória de Paris, ainda segundo o livro de Yuan, seria prejudicial para Rogge. Por meio de um porta-voz, Jacques Rogge declarou que foi eleito por ampla maioria, e que qualquer insinuação de acordo prévio era totalmente falsa.